# Liste der Nummer-eins-Hits in Schweden (1994)
Diese Liste enthält alle Nummer-eins-Hits in Schweden im Jahr 1994. Es gab in diesem Jahr zwölf Nummer-eins-Singles und 14 Nummer-eins-Alben.
| Singles | Alben |
| --- | --- |
| - Bryan Adams, Rod Stewart & Sting – All for Love - 11 Wochen (22. Dezember 1993 – 10. März 1994) - Enigma – Return to Innocence - 1 Woche (11. März – 17. März) - Roxette – Sleeping in My Car - 3 Wochen (18. März – 7. April) - Mariah Carey – Without You - 8 Wochen (8. April – 2. Juni) - Crash Test Dummies – Mmm Mmm Mmm Mmm - 3 Wochen (3. Juni – 23. Juni) - Big Mountain – Baby, I Love Your Way - 3 Wochen (24. Juni – 14. Juli) - All-4-One – I Swear - 1 Woche (15. Juli – 21. Juli, insgesamt 2 Wochen) - Glenmark / Eriksson / Strömstedt – När Vi Gräver Guld I USA - 1 Woche (22. Juli – 28. Juli) - All-4-One – I Swear - 1 Woche (29. Juli – 4. August, insgesamt 2 Wochen) - Wet Wet Wet – Love Is All Around - 4 Wochen (5. August – 1. September) - Rednex – Cotton Eye Joe - 8 Wochen (2. September – 27. Oktober) - E-Type – This Is the Way - 4 Wochen (28. Oktober – 24. November) - Rednex – Old Pop in an Oak - 3 Wochen (25. November 1994 – 5. Januar 1995) | - Bryan Adams – So Far So Good - 12 Wochen (24. November 1993 – 20. Januar 1994) - Nisse Hellberg & Peps Persson – Röster från södern - 1 Woche (21. Januar – 27. Januar) - ZZ Top – Antenna - 3 Wochen (28. Januar – 17. Februar) - Jennifer Brown – Giving You the Best - 2 Wochen (18. Februar – 3. März) - Lisa Ekdahl – Lisa Ekdahl - 5 Wochen (4. März – 7. April) - Pink Floyd – The Division Bell - 1 Woche (8. April – 14. April) - Roxette – Crash! Boom! Bang! - 5 Wochen (15. April – 19. Mai) - Nordman – Nordman - 16 Wochen (20. Mai – 8. September) - Carreras / Domingo / Pavarotti with Mehta – The Three Tenors in Concert 1994 - 1 Woche (9. September – 15. September, insgesamt 2 Wochen) - Wet Wet Wet – End of Part One – Their Greatest Hits - 1 Woche (16. September – 22. September) - Carreras / Domingo / Pavarotti with Mehta – The Three Tenors in Concert 1994 - 1 Woche (23. September – 29. September, insgesamt 2 Wochen) - R.E.M. – Monster - 4 Wochen (30. September – 27. Oktober) - Mauro Scocco – 28 grader i skuggan - 1 Woche (28. Oktober – 3. November) - Magnus Uggla – 100% Uggla, absolut inget annat - 5 Wochen (4. November – 8. Dezember, insgesamt 8 Wochen) - Pearl Jam – Vitalogy - 1 Woche (9. Dezember – 15. Dezember) - Magnus Uggla – 100% Uggla, absolut inget annat - 3 Wochen (16. Dezember 1994 – 5. Januar 1995, insgesamt 8 Wochen) |